# Eric Marshall

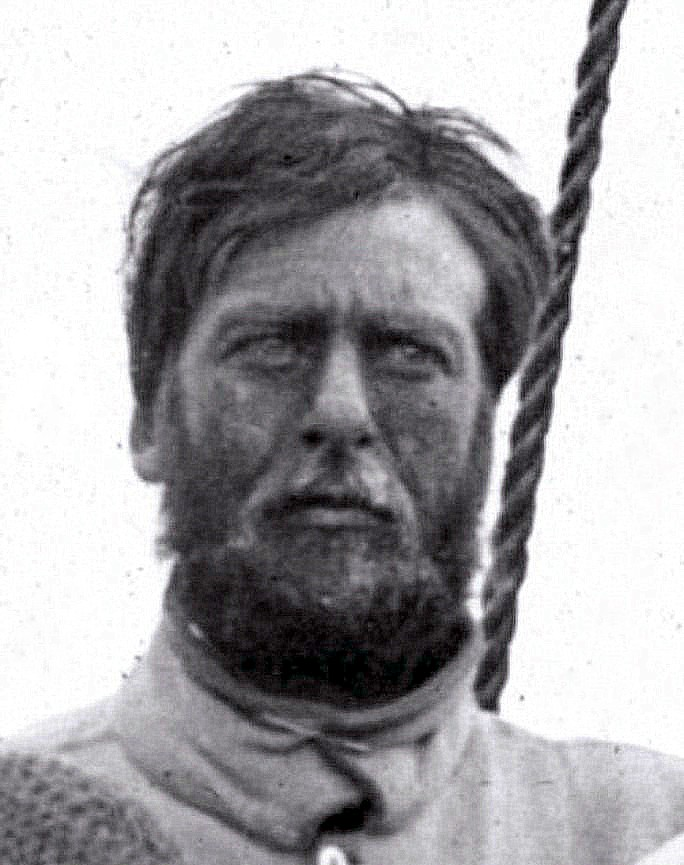
Marshall en 1908.

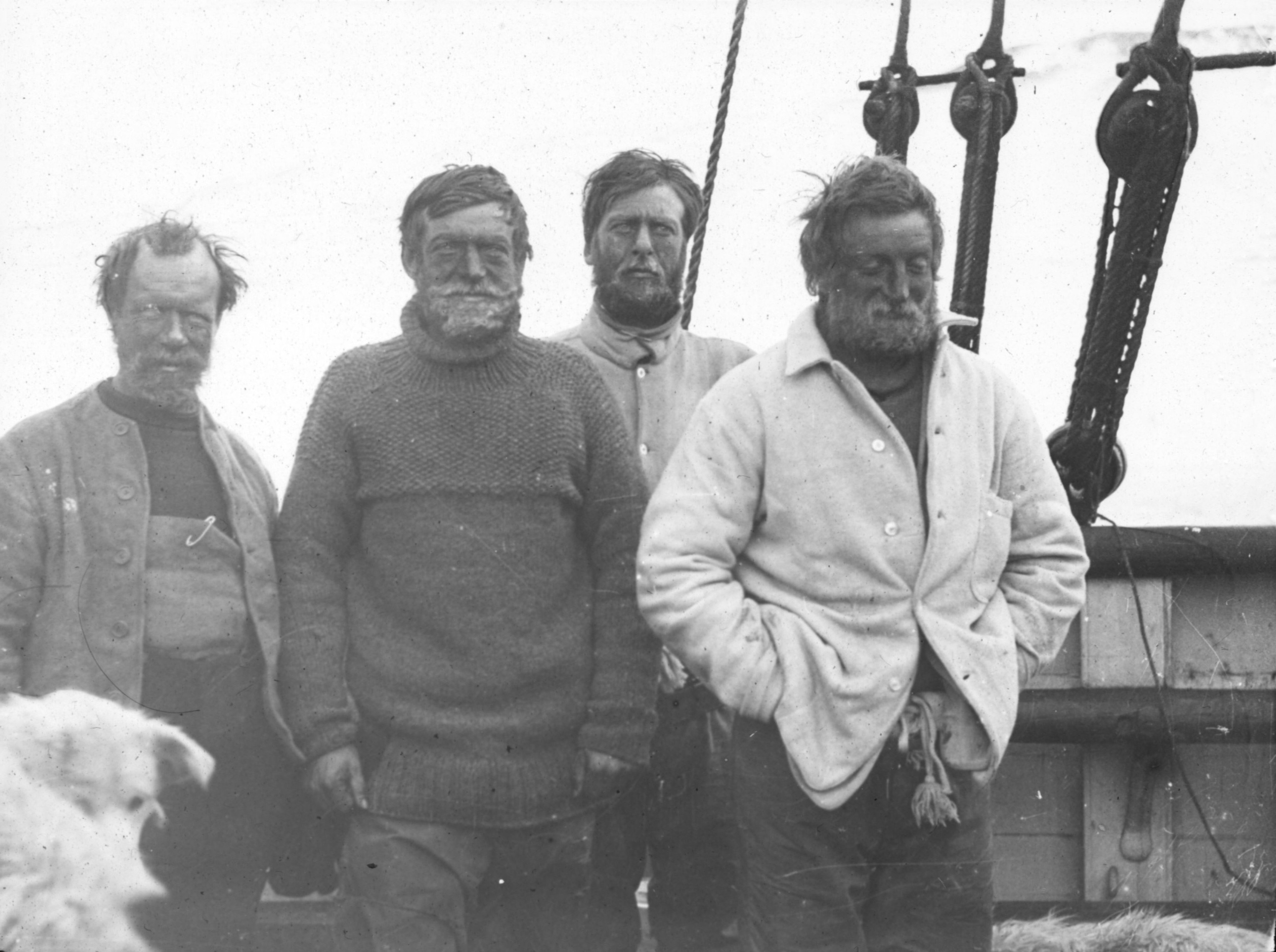
El equipo del polo sur durante la expedición Nimrod. De izquierda a derecha: Frank Wild, Ernest Shackleton, Eric Marshall y Jameson Adams.

Eric Stewart Marshall (29 de mayo de 1879, Hampstead - 26 de febrero de 1963) fue un cirujano, cartógrafo y explorador británico de la Antártida.
Estudió en la Monkton Combe School, Bath y en el Emmanuel College Cambridge, representando a su escuela en las competiciones de remo y de fútbol. Inicialmente estudió para clérigo, pero entró en el St Bartholomew's Hospital para convertirse en cirujano en 1906.
Soltero, se fue a los 28 años como cirujano y cartógrafo en la expedición Nimrod (1907-1909) dirigida por Ernest Shackleton. Formó parte del equipo de cuatro personas que alcanzaron el punto más al sur, a menos de 180 km del polo sur.